# Кліффорд (Північна Дакота)
Кліффорд (англ. Clifford) — місто (англ. city) в США, в окрузі Трейлл штату Північна Дакота. Населення — 30 осіб (2020).

## Географія
Кліффорд розташований за координатами 47°20′53″ пн. ш. 97°24′36″ зх. д. / 47.34806° пн. ш. 97.41000° зх. д. (47.348178, -97.410127).  За даними Бюро перепису населення США в 2010 році місто мало площу 0,37 км², уся площа — суходіл.

## Демографія
Згідно з переписом 2010 року, у місті мешкали 44 особи в 21 домогосподарстві у складі 10 родин. Густота населення становила 120 осіб/км².  Було 23 помешкання (63/км²).
Расовий склад населення:
| - 100,0 % — білих |

До двох чи більше рас належало 0,0 %. Частка іспаномовних становила 0,0 % від усіх жителів.
За віковим діапазоном населення розподілялося таким чином: 22,7 % — особи молодші 18 років, 50,0 % — особи у віці 18—64 років, 27,3 % — особи у віці 65 років та старші. Медіана віку мешканця становила 47,0 року. На 100 осіб жіночої статі у місті припадало 91,3 чоловіків;  на 100 жінок у віці від 18 років та старших — 88,9 чоловіків також старших 18 років.
Цивільне працевлаштоване населення становило 9 осіб. Основні галузі зайнятості: сільське господарство, лісництво, риболовля — 33,3 %, виробництво — 22,2 %, інформація — 22,2 %.